# 門前町

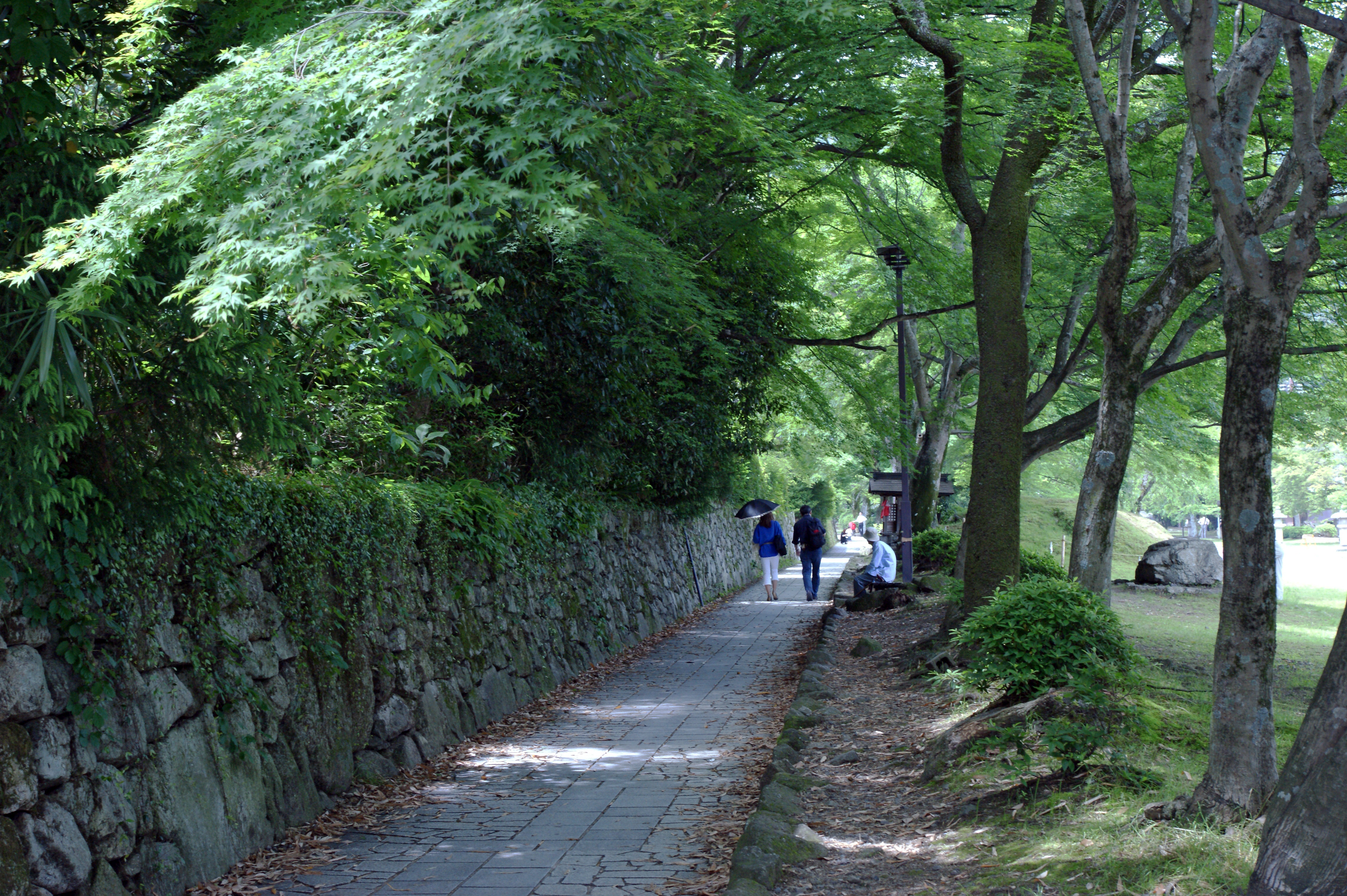
坂本

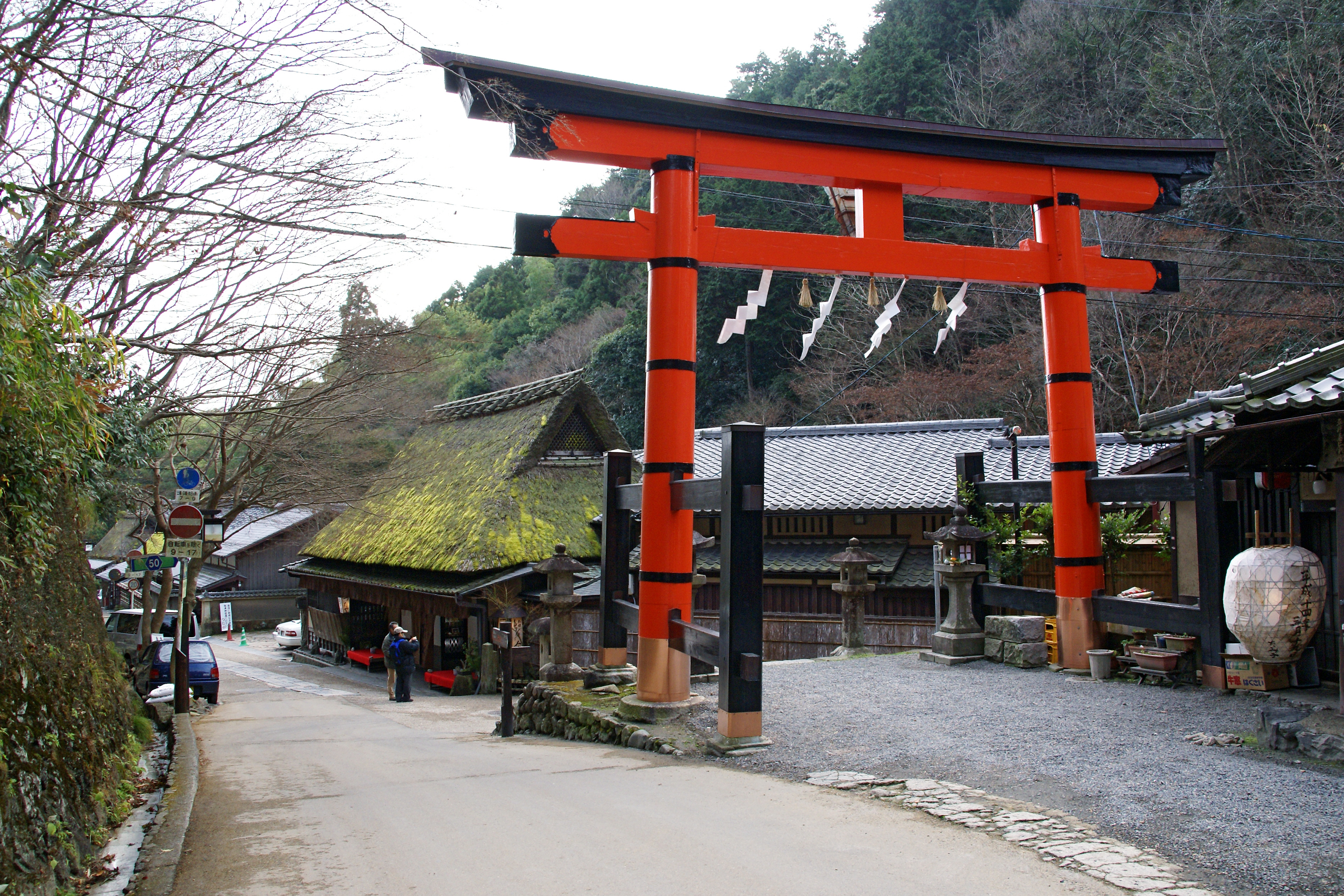
嵯峨鳥居本

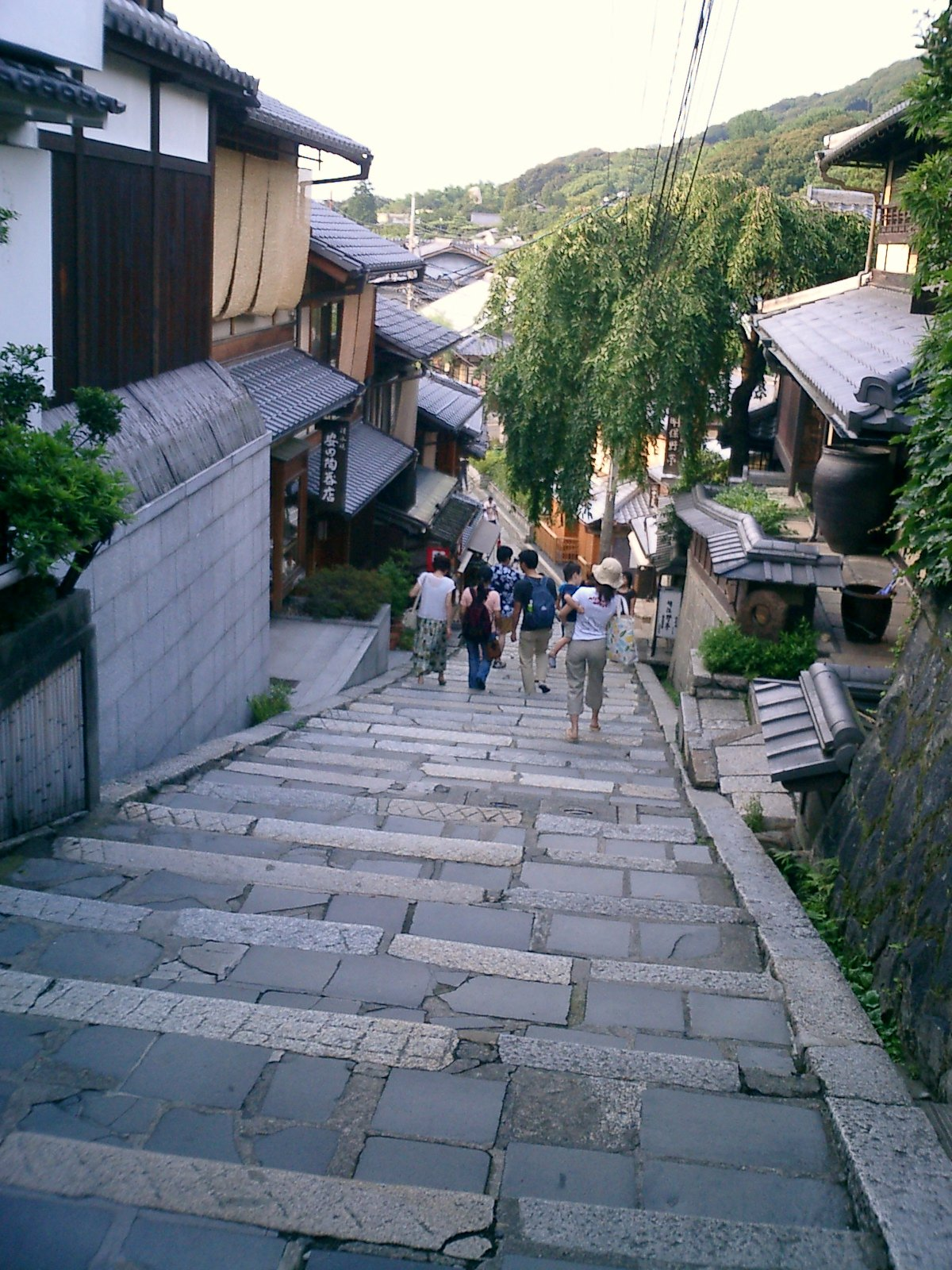
産寧坂

門前町（もんぜんまち）とは、有力な寺院・神社の周辺に形成された町のこと。特に神社の場合は、鳥居前町（とりいまえまち）という。

## 概要
広義には、神社・寺院の信徒が近隣に集落を形成した社家町や寺内町も含めて門前町という。規模が大きいものを宗教都市・境内都市として定義する場合がある。歴史的な市街地の成立場所には、城、湊、市場、相場などがあるが、社寺もその一つである。
大規模で多くの参詣者を集める神社や寺院の前に、社寺関係者および参拝客を相手にする商工業者が集まることによって形成される。
ただし、寺院の成立の背景（例：庶民の出入り禁止）などから、寺院の規模に比して必ず形成されるものでもない。
特に現在も門前町としての歴史的風致をとどめている地区は重要伝統的建造物群保存地区として選定されて保存措置が講じられている。門前町同士の交流も行われており、1998年から毎年全国門前町サミットが開催されている。

## 重要伝統的建造物群保存地区の門前町・鳥居前町
- 坂本 - 滋賀県大津市 - 日吉大社、延暦寺（種別は「門前町・里坊群」）
- 嵯峨鳥居本 - 京都府京都市右京区 - 愛宕神社
- 産寧坂 - 京都府京都市東山区 - 清水寺

## 主な門前町

### 北海道・東北地方
- 柳津 - 福島県河沼郡柳津町 - 圓藏寺

### 関東地方

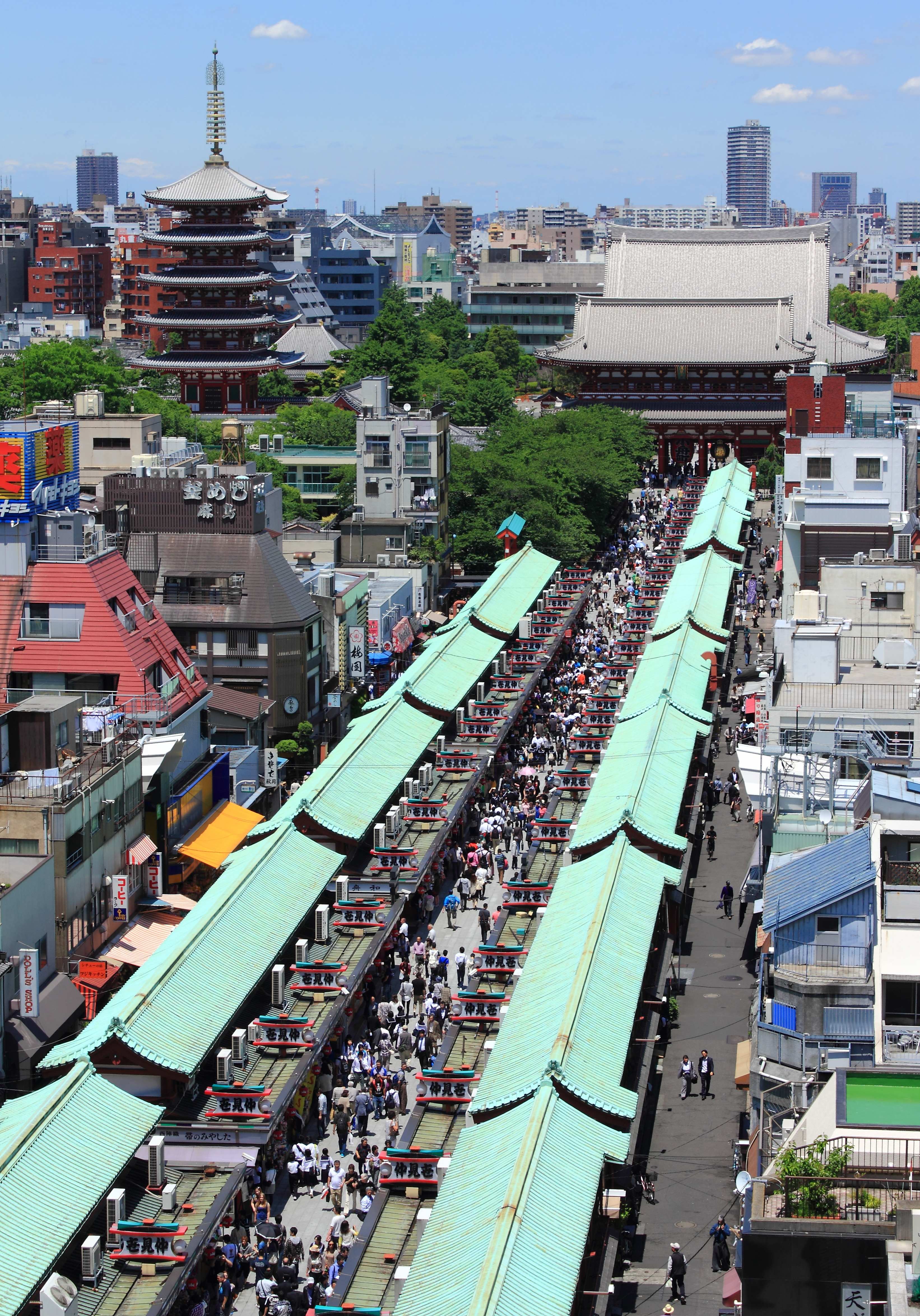
浅草

- 佐野 - 栃木県佐野市 - 惣宗寺（佐野厄除け大師）
- 足利 - 栃木県足利市 - 鑁阿寺
- 日光 - 栃木県日光市 - 輪王寺
- 桐生 - 群馬県桐生市 - 浄運寺
- 太田 - 群馬県太田市 - 大光院
- 妻沼 - 埼玉県熊谷市 - 妻沼聖天歓喜院
- 不動岡 - 埼玉県加須市 - 總願寺（不動岡不動）
- 野火止 - 埼玉県新座市 - 平林寺
- 飯沼 - 千葉県銚子市 - 飯沼観音
- 中山 - 千葉県市川市 - 法華経寺
- 茂原 - 千葉県茂原市 - 藻原寺・鷲山寺
- 成田 - 千葉県成田市 - 成田山新勝寺
- 下方 - 千葉県成田市 - 東勝寺（宗吾霊堂）
- 小湊 - 千葉県鴨川市 - 誕生寺
- 飯高 - 千葉県匝瑳市- 飯高寺
- 芝山 - 千葉県山武郡芝山町 - 観音教寺（芝山仁王尊）
- 浅草 - 東京都台東区 - 浅草寺
- 上野 - 東京都台東区 - 寛永寺
- 池上 - 東京都大田区 - 本門寺
- 西新井 - 東京都足立区 - 總持寺（西新井大師）
- 柴又 - 東京都葛飾区 - 柴又帝釈天
- 高尾 - 東京都八王子市 - 高尾山薬王院
- 高幡 - 東京都日野市 - 金剛寺（高幡不動）
- 川崎 - 神奈川県川崎市川崎区 - 平間寺（川崎大師）
- 藤沢 - 神奈川県藤沢市 - 清浄光寺（遊行寺）

### 中部地方

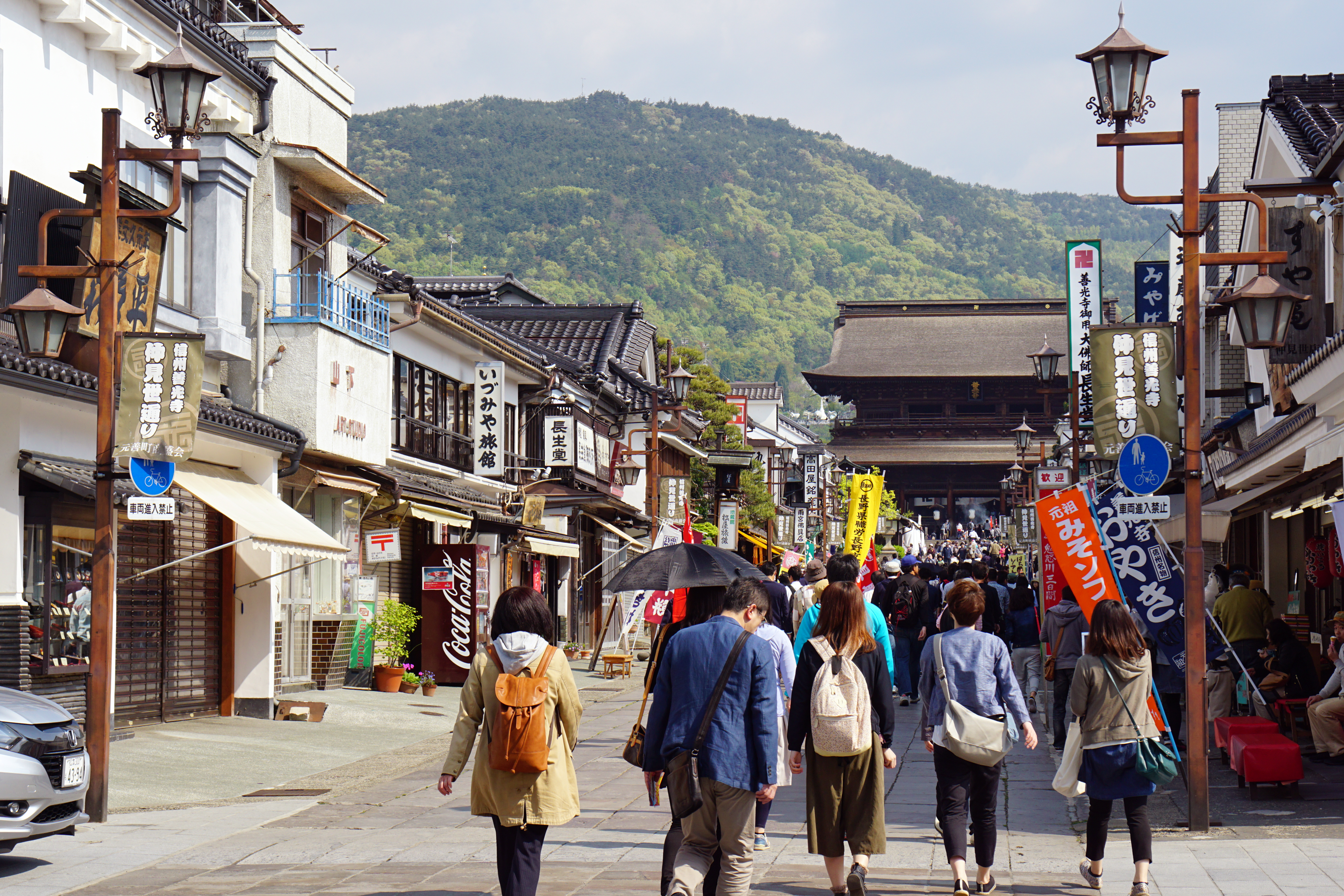
善光寺仲見世通

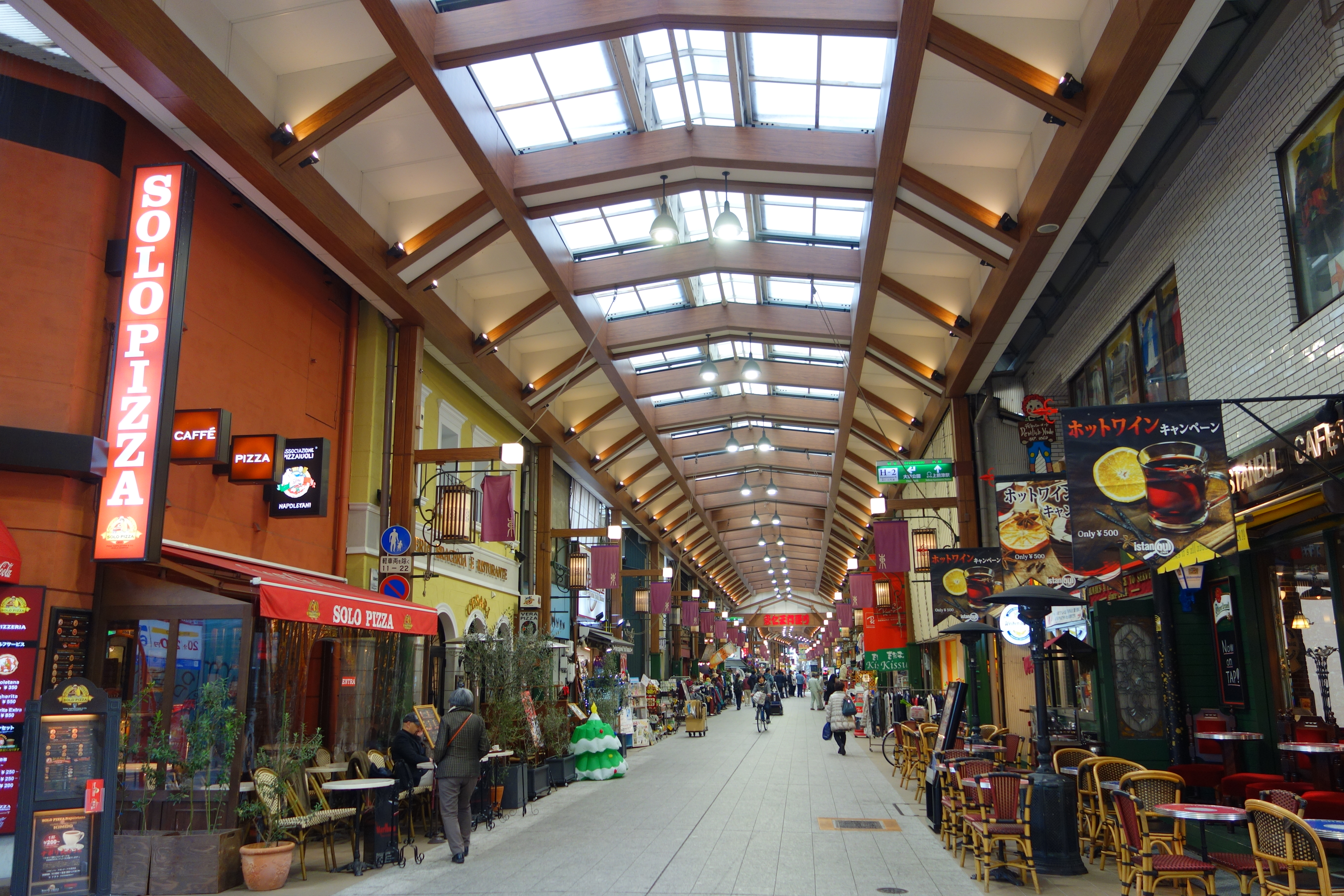
大須

- 三条 - 新潟県三条市 - 本成寺・東本願寺三条別院
- 八尾 - 富山県富山市 - 聞名寺
- 門前 - 石川県輪島市 - 總持寺祖院
- 志比 - 福井県吉田郡永平寺町 - 永平寺
- 板垣 - 山梨県甲府市 - 甲斐善光寺
- 身延 - 山梨県南巨摩郡身延町 - 久遠寺
- 長野 - 長野県長野市 - 善光寺（長野善光寺）
- 座光寺 - 長野県飯田市 - 元善光寺
- 上条 - 静岡県富士宮市 - 大石寺
- 谷汲 - 岐阜県揖斐郡揖斐川町 - 華厳寺
- 大須 - 愛知県名古屋市中区 - 大須観音（日本三大観音）
- 荒子 - 愛知県名古屋市中川区 - 荒子観音
- 笠寺 - 愛知県名古屋市南区 - 笠寺観音
- 竜泉寺 - 愛知県名古屋市守山区 - 龍泉寺観音
- 甚目寺 - 愛知県あま市 - 甚目寺観音
- 妙興寺 - 愛知県一宮市 - 妙興寺
- 大樹寺 - 愛知県岡崎市 - 大樹寺
- 門谷 - 愛知県新城市 - 鳳来寺
- 大門 - 三重県津市 - 津観音
- 一身田 - 三重県津市 - 専修寺

### 近畿地方

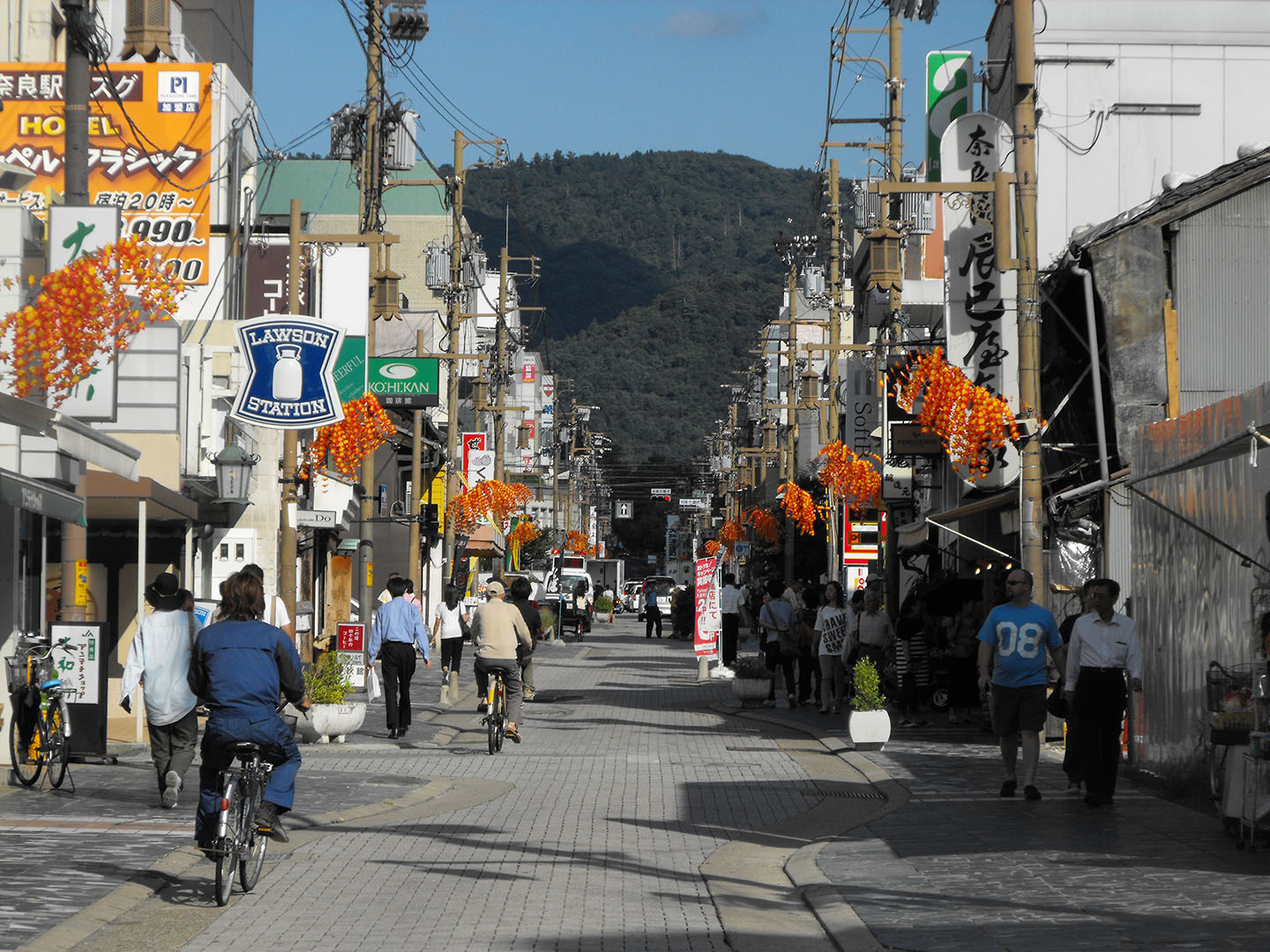
奈良三条通り - 春日大社、東大寺、興福寺の門前町・鳥居前町

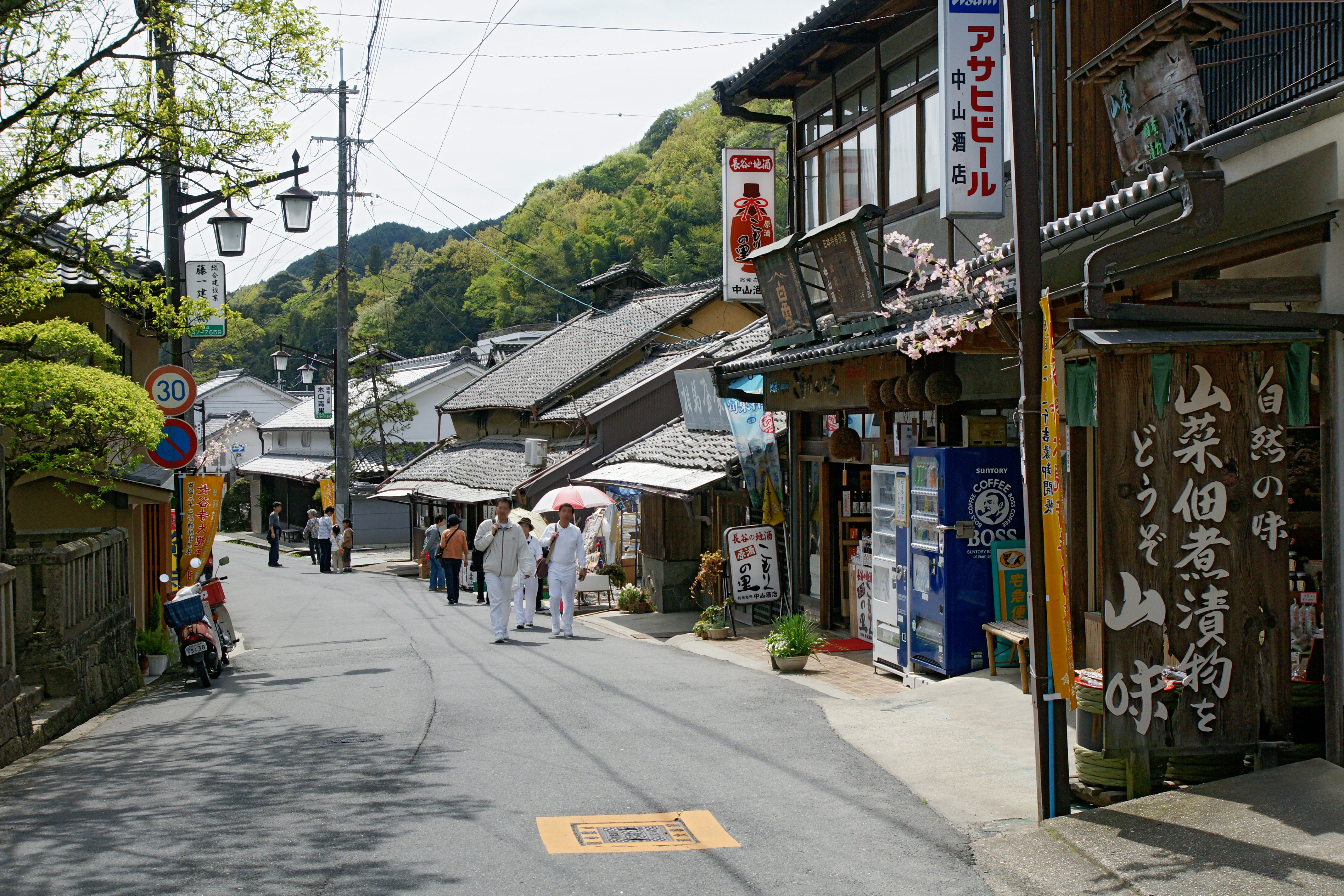
初瀬 - 長谷寺の門前町

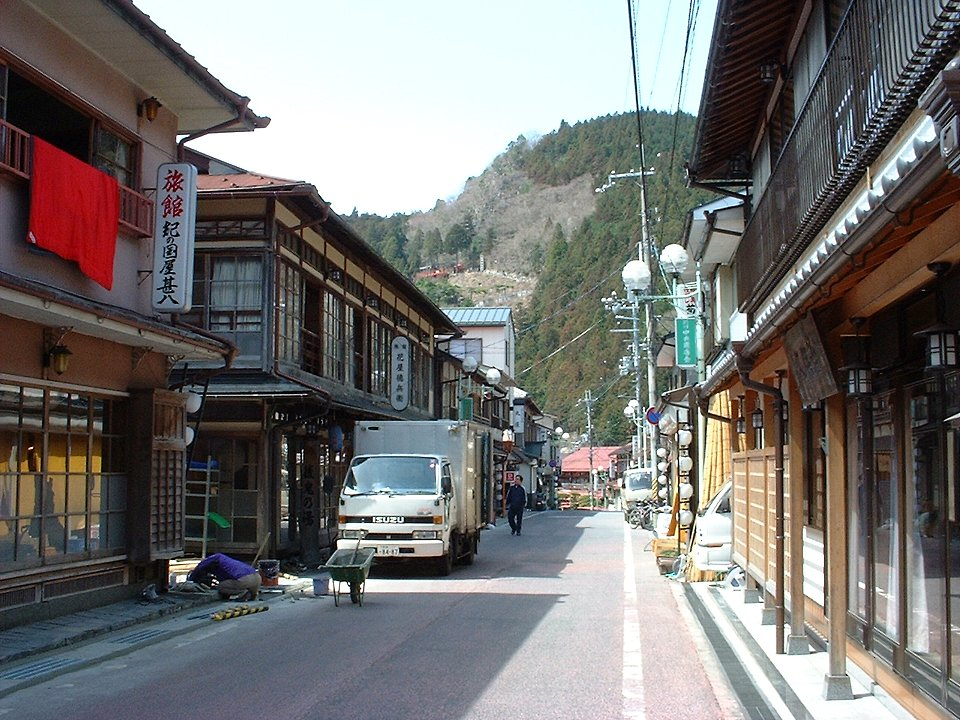
洞川 - 大峯山寺の門前町

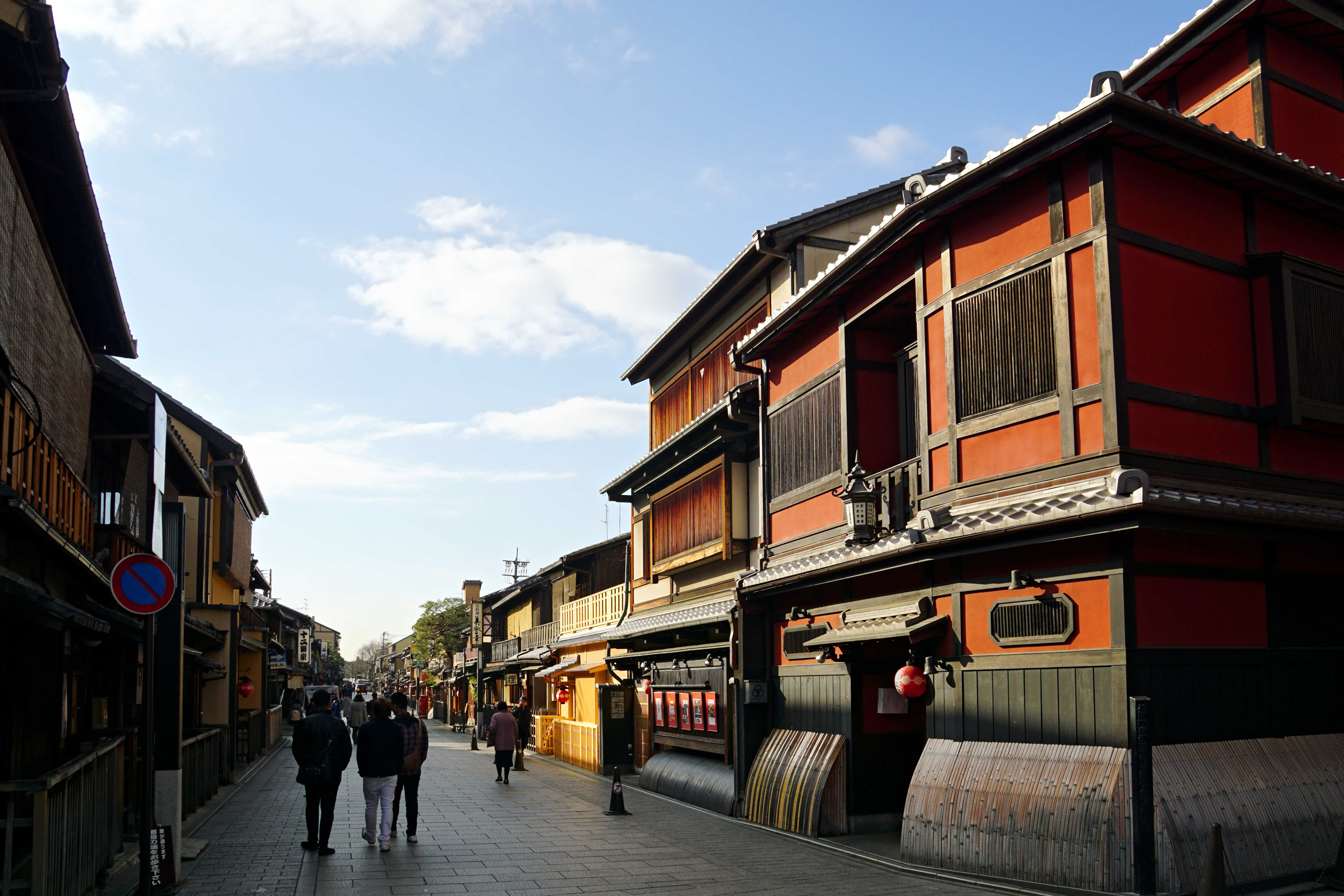
祇園

- 坂本 - 滋賀県大津市坂本地区 - 比叡山延暦寺
- 長浜 - 滋賀県長浜市 - 大通寺（真宗大谷派長浜別院大通寺）
- 祇園 - 京都府京都市東山区 - 建仁寺 など
- 天王寺 - 大阪府大阪市天王寺区 - 四天王寺
- 平野 - 大阪府大阪市平野区 - 大念仏寺
- 水間 - 大阪府貝塚市 - 水間寺
- 野崎 - 大阪府大東市 - 慈眼寺
- 藤井寺 - 大阪府藤井寺市 - 葛井寺
- 道明寺 - 大阪府藤井寺市 - 道明寺
- 奈良 - 奈良県奈良市 - 東大寺、興福寺 など
- 初瀬 - 奈良県桜井市 - 長谷寺
- 生駒 - 奈良県生駒市 - 宝山寺
- 當麻 - 奈良県葛城市 - 當麻寺
- 室生 - 奈良県宇陀市 - 室生寺
- 法隆寺 - 奈良県生駒郡斑鳩町 - 法隆寺
- 吉野山 - 奈良県吉野郡吉野町 - 金峯山寺 など
- 洞川 - 奈良県吉野郡天川村 - 大峯山寺
- 紀三井寺 - 和歌山県和歌山市 - 紀三井寺
- 粉河 - 和歌山県紀の川市粉河 - 粉河寺
- 高野山 - 和歌山県伊都郡高野町 - 金剛峯寺、奥の院 など
- ベルデモール加古川 - 兵庫県加古川市加古川町 - 鶴林寺

### 中国地方
- 西大寺 - 岡山県岡山市東区 - 西大寺
- 倉敷（本町通り・本通り） - 岡山県倉敷市本町・東町・阿知 - 観龍寺 など
- 由加山（由加） - 岡山県倉敷市児島由加 - 蓮台寺
- 笠岡 - 岡山県笠岡市 - 大仙院
- 宿（山手） - 岡山県総社市 - 備中国分寺
- 大谷 - 岡山県浅口市 - 金光教本部
- 土堂・久保 - 広島県尾道市 - 千光寺等

### 四国地方
- 名東 - 徳島県徳島市名東町 - 阿波地蔵院（別格本山地蔵院）
- 日和佐 - 徳島県海部郡美波町奥河内字弁才天 - 薬王寺
- 讃岐国分寺 - 香川県高松市 - （讃岐）国分寺
- 善通寺 - 香川県善通寺市 - 善通寺
- 讃岐観音寺 - 香川県観音寺市 - 観音寺

### 九州・沖縄地方
- 四日市 - 大分県宇佐市 - 真宗大谷派四日市別院（東別院）・本願寺四日市別院（西別院）

## 主な鳥居前町

### 北海道・東北地方
- 塩竈 - 宮城県塩竈市 - 志波彦神社・鹽竈神社
- 手向 - 山形県鶴岡市 - 出羽神社（羽黒山神社）

### 関東地方
- 笠間 - 茨城県笠間市 - 笠間稲荷神社[要出典]
- 鹿島 - 茨城県鹿嶋市 - 鹿島神宮
- 宇都宮 - 栃木県宇都宮市 - 宇都宮二荒山神社[要出典]
- 日光 - 栃木県日光市 - 日光東照宮、日光二荒山神社
- 桐生 - 群馬県桐生市 - 桐生天満宮、桐生西宮神社
- 一ノ宮 - 群馬県富岡市 - 一之宮貫前神社[要出典]
- 大宮 - 埼玉県さいたま市大宮区 - 氷川神社
- 大宮郷 - 埼玉県秩父市 - 秩父神社
- 鷲宮 - 埼玉県久喜市 - 鷲宮神社
- 千葉 - 千葉県千葉市中央区 - 千葉神社（千葉妙見宮）
- 船橋 - 千葉県船橋市 - 船橋大神宮
- 香取 - 千葉県香取市 - 香取神宮
- 一宮 - 千葉県長生郡一宮町 - 玉前神社
- 湯島 - 東京都文京区 - 湯島天満宮
- 亀戸 - 東京都江東区 - 亀戸天神社
- 深川 - 東京都江東区 - 富岡八幡宮
- 羽田穴守（現羽田空港） - 東京都大田区 - 穴守稲荷神社
- 原宿 - 東京都渋谷区 - 明治神宮
- 御師 - 東京都青梅市 - 武蔵御嶽神社
- 大宮 - 東京都杉並区 - 大宮八幡宮
- 江ノ島（江島・江の島） - 神奈川県藤沢市江の島 - 江島神社
- 大山 - 神奈川県伊勢原市 - 大山阿夫利神社
- 寒川 - 神奈川県高座郡寒川町 - 寒川神社

### 中部地方
- 三条 - 新潟県三条市 - 三条八幡宮
- 加茂 - 新潟県加茂市 - 青海神社

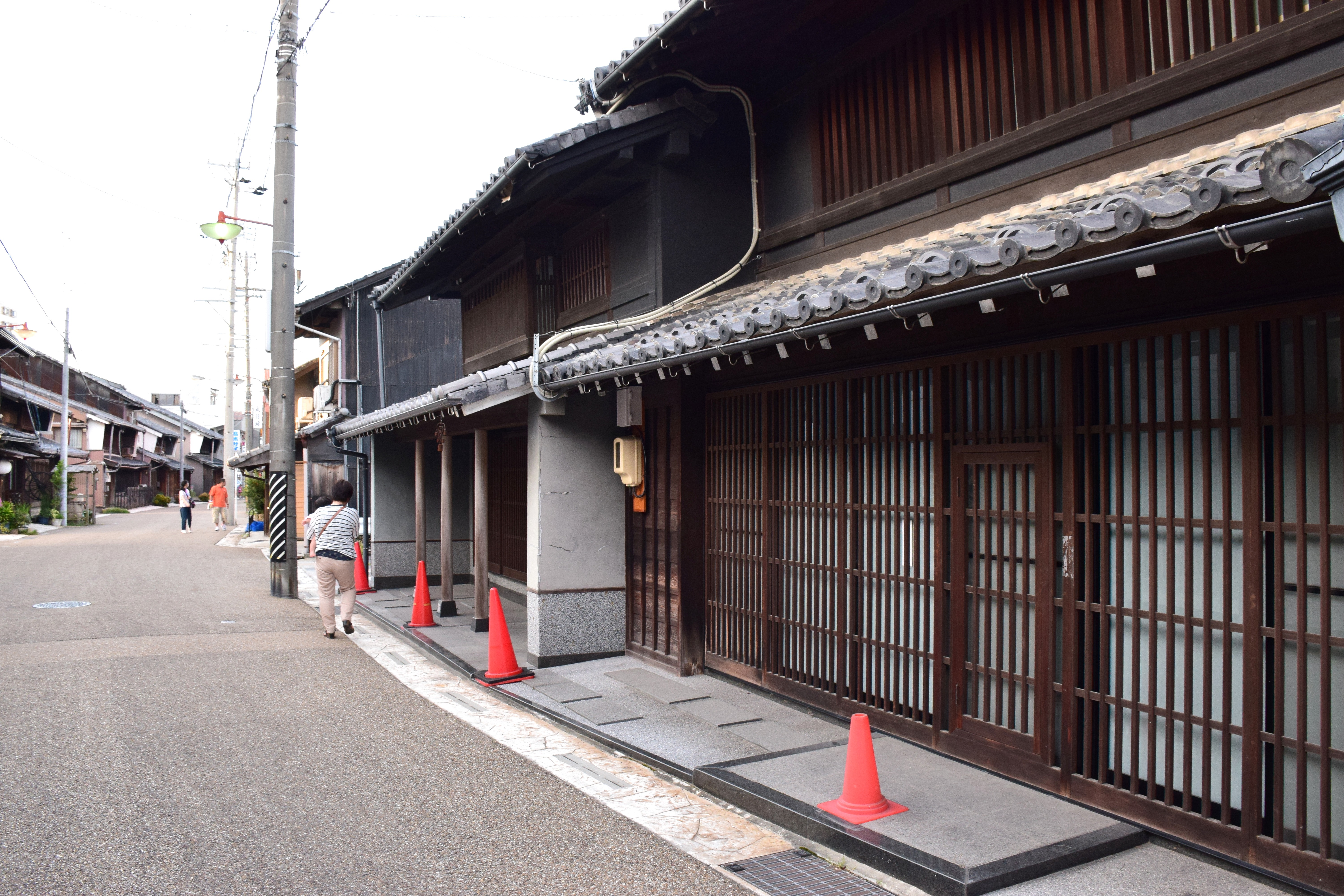
津島神社の鳥居前町

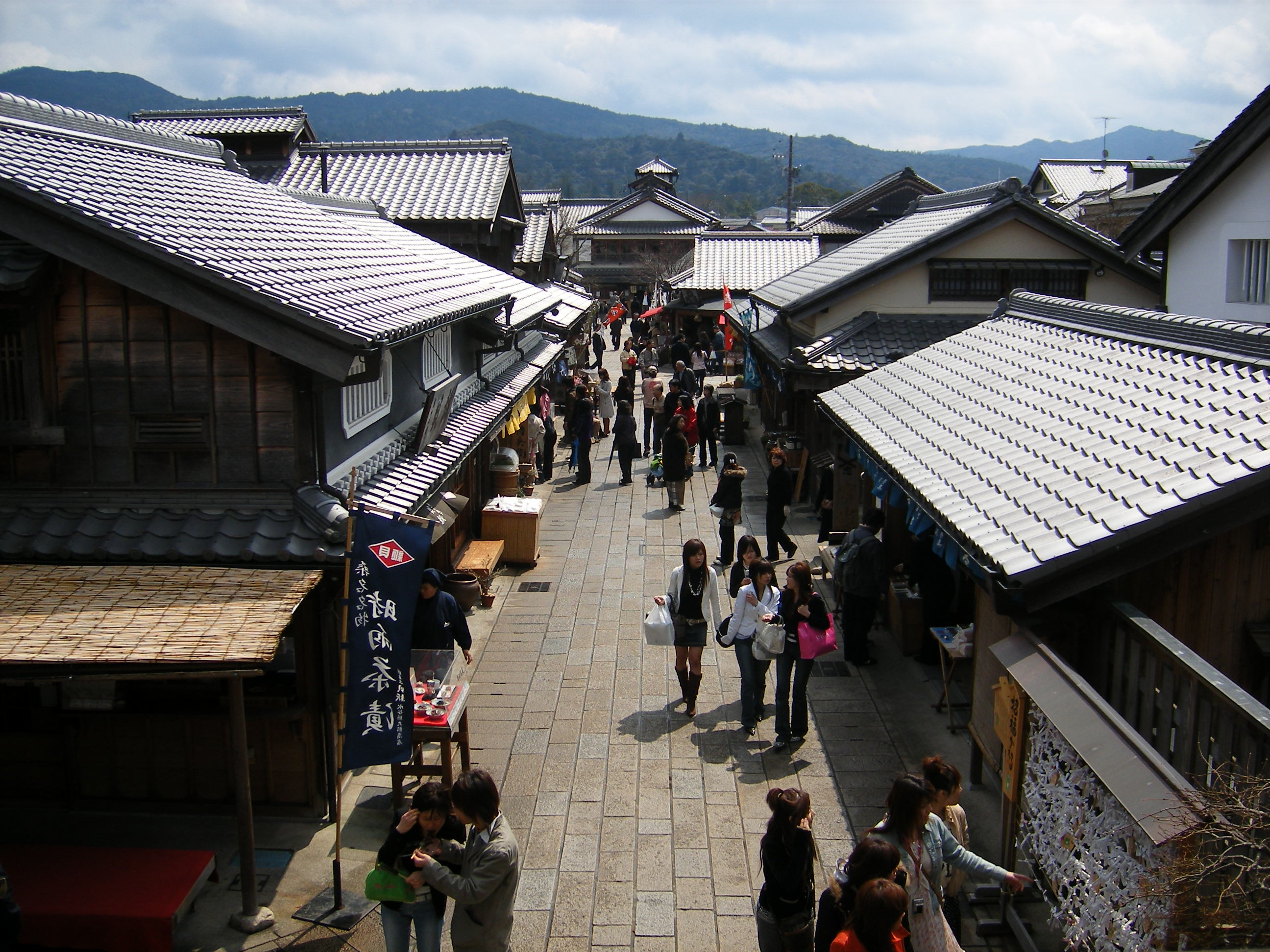
伊勢神宮のおかげ横丁

- 弥彦 - 新潟県西蒲原郡弥彦村 - 彌彦神社
- 大和 - 新潟県南魚沼市 - 八海山尊神社
- 北ノ庄（現福井） - 福井県福井市 - 神明神社 (福井市)
- 織田 - 福井県丹生郡越前町 - 劔神社
- 敦賀 - 福井県敦賀市 - 氣比神宮
- 上諏訪 - 長野県諏訪市 - 諏訪大社・上社
- 穂高 - 長野県安曇野市 - 穂高神社
- 下諏訪 - 長野県諏訪郡下諏訪町 - 諏訪大社・下社
- 千代保 - 岐阜県海津市 - 千代保稲荷神社
- 宮代 - 岐阜県不破郡垂井町 - 南宮大社
- 三島 - 静岡県三島市 - 三島大社
- 大宮 - 静岡県富士宮市 - 富士山本宮浅間大社
- 熱田 - 愛知県名古屋市熱田区 - 熱田神宮
- 一宮 - 愛知県一宮市 - 真清田神社
- 豊川 - 愛知県豊川市 - 豊川稲荷
- 津島 - 愛知県津島市 - 津島神社
- 知立 - 愛知県知立市 - 知立神社
- 宇治 - 三重県伊勢市 - 内宮（皇大神宮）
- 山田 - 三重県伊勢市 - 外宮（豊受大神宮）
- 多度 - 三重県桑名市 - 多度大社

### 近畿地方
- 坂本 - 滋賀県大津市坂本地区 - 日吉大社
- 多賀 - 滋賀県犬上郡多賀町 - 多賀大社
- 祇園 - 京都府京都市東山区 - 八坂神社 など
- 貴船 - 京都府京都市東山区 - 貴船神社
- 深草 - 京都府京都市伏見区 - 伏見稲荷大社 など
- 八幡 - 京都府八幡市 - 石清水八幡宮
- 今宮 - 大阪府大阪市浪速区 - 今宮戎神社
- 住吉 - 大阪府大阪市住吉区 - 住吉大社
- 中島 - 大阪府大阪市北区 - 大阪天満宮
- 鳳 - 大阪府堺市西区 - 大鳥大社
- 石切 - 大阪府東大阪市 - 石切剣箭神社
- 枚岡 - 大阪府東大阪市 - 枚岡神社
- 三宮 - 兵庫県神戸市中央区 - 生田神社
- 社 - 兵庫県加東市 - 佐保神社
- 西宮 - 兵庫県西宮市 - 西宮神社、廣田神社
- 奈良 - 奈良県奈良市 - 春日大社 など
- 橿原 - 奈良県橿原市 - 橿原神宮
- 三輪 - 奈良県桜井市 - 大神神社
- 吉野山 - 奈良県吉野郡吉野町 - 吉野神宮 など
- 本宮 - 和歌山県田辺市 - 熊野本宮大社
- 新宮 - 和歌山県新宮市 - 熊野速玉大社
- 那智 - 和歌山県東牟婁郡那智勝浦町 - 熊野那智大社

### 中国地方
- 国府 - 鳥取県鳥取市 - 宇倍神社
- 熊野 - 島根県松江市 - 熊野大社
- 杵築 - 島根県出雲市 - 出雲大社
- 宮内（吉備津） - 岡山県岡山市北区 - 吉備津神社
- 一宮 - 岡山県岡山市北区 - 吉備津彦神社
- 高松稲荷 - 岡山県岡山市北区 - 最上稲荷（妙教寺、最上稲荷総本山）
- 大元 - 岡山県岡山市北区 - 宗忠神社（黒住教）
- 出石 - 岡山県岡山市北区 - 岡山神社
- 西大寺 - 岡山県岡山市東区 - 西大寺
- 倉敷（本町通り・本通り） - 岡山県倉敷市本町・東町・阿知 - 阿智神社 など
- 由加山（由加） - 岡山県倉敷市児島由加 - 由加神社本宮
- 笠岡 - 岡山県笠岡市 - 笠神社 など
- 総社 - 岡山県総社市 - 備中国総社宮
- 宮内・新市 - 広島県福山市 - 吉備津神社
- 鞆町（祇園町・鍛冶町） - 広島県福山市 - 沼名前神社等
- 宮島 - 広島県廿日市市 - 厳島神社
- 長府 - 山口県下関市 - 忌宮神社
- 宮市 - 山口県防府市 - 防府天満宮

### 四国地方
- 琴平 - 香川県仲多度郡琴平町 - 金刀比羅宮
- 石鎚山 - 愛媛県西条市 - 石鎚神社

### 九州・沖縄地方
- 若松 - 福岡県北九州市若松区 - 若松恵比須神社
- 浅生 - 福岡県北九州市戸畑区 - 飛幡八幡宮
- 香椎 - 福岡県福岡市東区 - 香椎宮
- 箱崎 - 福岡県福岡市東区 - 筥崎宮（筥崎八幡宮）
- 愛宕 - 福岡県福岡市西区 - 鷲尾愛宕神社
- 高良山 - 福岡県久留米市 - 高良大社
- 宗像 - 福岡県宗像市 - 宗像大社
- 太宰府 - 福岡県太宰府市 - 太宰府天満宮
- 宮司元 - 福岡県福津市 - 宮地嶽神社
- 宇美 - 福岡県糟屋郡宇美町 - 宇美八幡宮
- 英彦山 - 福岡県田川郡添田町 - 英彦山神宮
- 祐徳 - 佐賀県鹿島市 - 祐徳稲荷神社
- 木坂 - 長崎県対馬市 - 海神神社
- 人吉 - 熊本県人吉市 - 青井阿蘇神社
- 一の宮 - 熊本県阿蘇市 - 阿蘇神社
- 宇佐 - 大分県宇佐市 - 宇佐神宮（宇佐八幡宮）
- 大宮 - 宮崎県宮崎市 - 宮崎神宮
- 青島 - 宮崎県宮崎市 - 青島神社
- 鵜戸 - 宮崎県日南市 - 鵜戸神宮
- 都農 - 宮崎県児湯郡都農町 - 都農神社
- 高千穂 - 宮崎県西臼杵郡高千穂町 - 高千穂神社・天岩戸神社
- 開聞 - 鹿児島県指宿市 - 枚聞神社
- 宮内 - 鹿児島県薩摩川内市 - 新田神社（新田八幡宮）
- 霧島 - 鹿児島県霧島市 - 霧島神宮、鹿児島神宮
- 若狭 - 沖縄県那覇市 - 波上宮
- 奥武山 - 沖縄県那覇市 - 沖宮
- 普天間 - 沖縄県宜野湾市 - 普天満宮
- 金武 - 沖縄県国頭郡金武町 - 金武宮

## 脚註
1. ↑  
“門前町”.  世界大百科事典第2版 / コトバンク. 2018年3月7日閲覧。
2. ↑  “70年ぶり茅葺屋根全層修理　国の重要文化財「慈恩寺本堂」／山形県寒河江市”.   世界日報 (2022年11月19日). 2023年5月26日閲覧。[リンク切れ]